# 潘田
潘田（1921年12月—2002年12月27日），原名方焜，江蘇南京人，中國鐵路工程專家、原鐵道兵司令部副參謀長兼總工程師。曾任新四軍第六師《火線報》記者、華東軍區後勤部總兵站交通科副科長、東北人民解放軍鐵道縱隊第四支隊副總工程師。

## 生平
1940年，潘田考試進入沦陷区的中央大學工學院土木工程系。1941年7月，潘田在南京參加並發起了由中國共產黨地下黨組織領導的秘密抗日組織“青年救国社”。1942年，潘田加入中國共產黨，先後擔任蘇皖區黨委南京工委學生工作負責人、南京中央大學等大專院校的地下黨支部書記。1944年，潘田畢業於中大工學院土木工程學系，加入新四軍。1948年，東北人民解放軍組建鐵道縱隊，潘田被調任鐵道縱隊第四支隊副總工程師。1950年，潘田參與指揮搶修平漢鐵路石安段；同年，潘田參與抗美援朝，擔任中國人民志願軍鐵道兵團第三師總工程師、副師長。1953年，潘田擔任解放軍鐵道兵團幹部學校（今石家莊鐵道學院）副校長兼訓練部長。此後，潘田歷任鐵道兵司令部副參謀長兼總工程師、中國鐵道學會第一屆常務理事、中共十二大代表。1990年代，潘田得知自己罹患癌症，兩次上書中華人民共和國鐵道部，極言青藏鐵路的戰略意義，建議儘早興建青藏鐵路。2001年6月20日，依據潘田的建議，青藏鐵路正式開工。
2002年12月27日，因病醫治無效於北京逝世，享年81歲。